# Diocesi di Batticaloa
La diocesi di Batticaloa (in latino Dioecesis Batticaloaensis) è una sede della Chiesa cattolica in Sri Lanka suffraganea dell'arcidiocesi di Colombo. Nel 2023 contava 44.250 battezzati su 1.319.450 abitanti. La sede è vacante.

## Territorio
La diocesi comprende i distretti di Batticaloa e di Ampara, nella Provincia Orientale dello Sri Lanka.
Sede vescovile è la città di Batticaloa, dove si trova la cattedrale di Santa Maria.
Il territorio è suddiviso in 33 parrocchie.

## Storia
La diocesi è stata eretta il 3 luglio 2012 con la bolla Cum ad aeternam di papa Benedetto XVI, ricavandone il territorio dalla diocesi di Trincomalee-Batticaloa, che contestualmente assunse il nome di diocesi di Trincomalee.

## Cronotassi dei vescovi
Si omettono i periodi di sede vacante non superiori ai 2 anni o non storicamente accertati.
- Joseph Ponniah † (3 luglio 2012 - 19 agosto 2024 dimesso)
  - Anton Ranjith Pillainayagam,[1] dal 19 agosto 2024 (amministratore apostolico)

## Statistiche
La diocesi nel 2023 su una popolazione di 1.319.450 persone contava 44.250 battezzati, corrispondenti al 3,4% del totale.
| anno | popolazione | popolazione | popolazione | presbiteri | presbiteri | presbiteri | presbiteri                | diaconi | religiosi | religiosi | parrocchie |
| anno | battezzati  | totale      | %           | numero     | secolari   | regolari   | battezzati per presbitero | diaconi | uomini    | donne     | parrocchie |
| ---- | ----------- | ----------- | ----------- | ---------- | ---------- | ---------- | ------------------------- | ------- | --------- | --------- | ---------- |
| 2012 | 55.225      | 1.199.966   | 4,6         | 48         | 35         | 13         | 1.150                     |         | 24        | 73        | 24         |
| 2015 | 42.309      | 1.196.779   | 3,5         | 48         | 34         | 14         | 881                       |         | 28        | 67        | 25         |
| 2018 | 46.138      | 1.233.038   | 3,7         | 56         | 37         | 19         | 823                       |         | 35        | 77        | 25         |
| 2020 | 43.700      | 1.303.000   | 3,4         | 58         | 37         | 21         | 753                       |         | 42        | 73        | 31         |
| 2022 | 44.200      | 1.318.000   | 3,4         | 61         | 37         | 24         | 724                       |         | 47        | 69        | 32         |
| 2023 | 44.250      | 1.319.450   | 3,4         | 60         | 38         | 22         | 737                       |         | 41        | 77        | 33         |